# Kaczki z gęsiej paczki
Kaczki z gęsiej paczki (ang. Duck Duck Goose) – animowany komputerowo film komediowy z 2018 roku w reżyserii Chrisa Jenkinsa z udziałem Jima Gaffigana, Zendayi i Carla Reinera.

## Fabuła
Bez skruchy gęś Benek zrobiłaby wszystko, zamiast zaangażować się w migrację. Wierząc, że jest lepszy niż ktokolwiek inny, spędza czas na wykonywaniu szalonych latających akrobacji, aż lecąc zbyt blisko dźwięku, uderza w grupę kaczątek, oddzielając dwoje rodzeństwa od reszty grupy. W ten sposób będzie musiał zaopiekować się dwojgiem i towarzyszyć im w długiej podróży na południe, odkrywając wartość rodziny.

## Wersja polska
Wersja polska: Studio PRL
Reżyseria: Darek Błażejewski
W polskim dubbingu wystąpili
- Tomek Robaczewski – Benek

oraz
- Maciej Stuhr
- Julia Kamińska
- Waldemar Barwiński
- Jacek Lenartowicz
- Stefan Knothe
- Wojciech Paszkowski